# Bill and Hillary Clinton National Airport

i7
i11
i13
Der Bill and Hillary Clinton National Airport (kurz Clinton National Airport, ehemals Little Rock National Airport, IATA-Code: LIT, ICAO-Code: KLIT) ist ein Regionalflughafen im Südosten von Little Rock, der Hauptstadt von Arkansas, eröffnet 1931, mit offiziellem Namen „Adams Field“.
Der südlich des Arkansas River gelegene Flughafen ist der größte des Bundesstaates und verfügt über drei Start- und Landebahnen.
2012 wurde der Flughafen in „Bill and Hillary Clinton National Airport“ umbenannt. Davor hieß er Little Rock National Airport.

## Lage und Verkehrsanbindung
Der Bill and Hillary Clinton National Airport liegt fünf Kilometer südöstlich des Stadtzentrums von Little Rock. Die Interstate 440 verläuft südlich des Flughafens. Westlich des Flughafens verläuft außerdem die Interstate 30, welche sich bei Little Rock die Trasse mit den U.S. Highways 65, 67 und 167 teilt.
Der Bill and Hillary Clinton National Airport wird durch Busse in den öffentlichen Personennahverkehr eingebunden, die Route 12 der Rock Region Metro verbindet ihn regelmäßig mit dem Stadtzentrum.

## Fluggesellschaften und Ziele
Es werden ausschließlich Ziele in den Vereinigten Staaten angeflogen, darunter insbesondere die Drehkreuze der einzelnen Fluggesellschaften.

## Verkehrszahlen
| Jahr | Fluggastaufkommen | Luftfracht (Tonnen) | Flugbewegungen |
| ---- | ----------------- | ------------------- | -------------- |
| 2024 | 2.346.456         |                     |                |
| 2023 | 2.237.309         |                     | 82.271         |
| 2022 | 2.021.040         |                     | 82.697         |
| 2021 | 1.695.061         |                     | 82.230         |
| 2020 | 977.742           |                     | 63.648         |
| 2019 | 2.241.716         |                     | 85.969         |
| 2018 | 2.140.891         |                     | 96.614         |
| 2017 | 2.029.309         | 7.788               | 94.109         |
| 2016 | 1.991.504         | 7.826               | 101.215        |
| 2015 | 1.979.590         | 8.010               | 99.039         |
| 2014 | 2.076.551         | 7.827               | 90.434         |
| 2013 | 2.167.530         | 7.504               | 96.664         |
| 2012 | 2.293.000         | 8.190               | 109.661        |

### Verkehrsreichste Strecken
| Rang | Stadt                           | Passagiere |                             |
| ---- | ------------------------------- | ---------- | --------------------------- |
| 01   | Atlanta, Georgia                | 241.500    | Delta                       |
| 02   | Dallas/Fort Worth, Texas        | 201.200    | American                    |
| 03   | Denver, Colorado                | 0124.120   | Frontier, United, Southwest |
| 04   | Dallas–Love, Texas              | 109.490    | Southwest                   |
| 05   | Charlotte, North Carolina       | 094.770    | American                    |
| 06   | Chicago–O’Hare, Illinois        | 091.490    | American, United            |
| 07   | Houston–Intercontinental, Texas | 085.610    | Southwest                   |
| 08   | St. Louis, Missouri             | 069.210    | Southwest                   |
| 09   | Las Vegas, Nevada               | 040.810    | Southwest                   |
| 10   | New York-LaGuardia, New York    | 032.710    | Southwest, Delta            |

## Zwischenfälle
Am Flughafen sind unter anderem zwei Zwischenfälle bekannt:
- Am 1. Juni 1999 geriet eine McDonnell Douglas DC 9-82 der American Airlines (Luftfahrzeugkennzeichen N215AA) bei Gewitter von der Landebahn ab und prallte gegen eine Leitplanke hinter dem Flughafen. Es kamen 11 von 145 Menschen um. Das Flugzeug wurde zerstört.[11]

- Am 28. Juli 1999 wurde ein Mitarbeiter des Bodenpersonals getötet, als er in das laufende Propellerblatt einer Regionalmaschine des Typs ATR 42-500 der Continental Express (N14451) lief, die gerade aus Houston eingetroffen war (siehe auch Continental-Express-Flug 3402).[12]